# Sebastian Seemiller

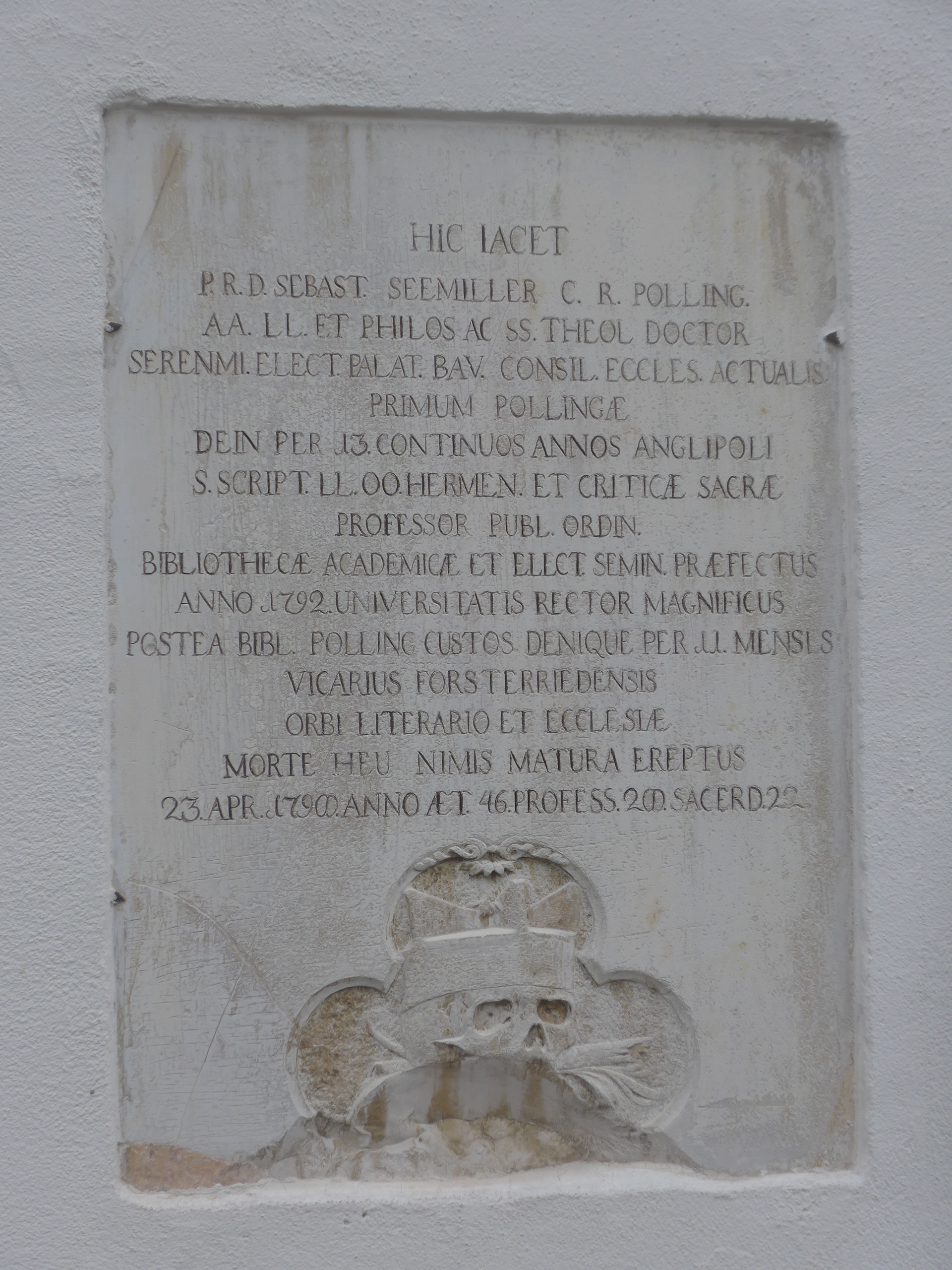
Epitaph Heilig Kreuz Forstenried

Sebastian Seemiller (auch: Andreas Seemiller; * 17. Oktober 1752 in Velden (Vils); † 22. April 1798 in Forstenried) war ein deutscher katholischer Theologe. Er veröffentlichte Abhandlungen zu biblisch-exegetischen Themen.

## Leben
Seemiller war Sohn eines Fischers. Sein Taufname war Andreas. Er besuchte die Jesuitenschule in Landshut und beendete 1769 seine Gymnasialstudien am Jesuitengymnasium München (heute Wilhelmsgymnasium München). Anschließend trat er in das Stift der Augustiner-Chorherren in Polling ein. 1770 legte er das Ordensgelübde ab und nahm den Ordensnamen Sebastian an. Anschließend studierte er Philosophie, Mathematik, Geschichte und Theologie, zunächst im Kloster, dann an der Universität Ingolstadt. 1776 wurde er dort zum Doktor der Philosophie und Theologie promoviert.
Danach kehrte er in sein Kloster zurück und erhielt im selben Jahr die Priesterweihe. Von anderen Diensten freigestellt, konnte er sich dem Sprachenstudium widmen. 1778 war er im Kloster Lehrer der Theologie und der orientalischen Sprachen. 1780 wurde er Seelsorger in Peißenberg. 1781 wurde er Professor der orientalischen Sprachen sowie der Theologie an der Universität Ingolstadt sowie Oberbibliothekar der Universitätsbibliothek mit dem Titel Kurpfälzischer Rat.
Er beteiligte sich auch an der Leitung und Organisation der Ingolstädter Hochschule. Dreimal war er Dekan der theologischen Fakultät und 1791 Rektor der Universität. Im Mai 1797 wurde er Landpfarrer im heutigen Münchner Ortsteil Forstenried. Dort setzte er sich besonders für die Verbesserung des Schulwesens und der Landwirtschaft ein. Daneben beschäftigte er sich weiter mit Exegese und Literaturgeschichte. Schon ein Jahr später starb er im Alter von 45 Jahren.

## Werke
- Exercitatio philologico-theologica ad illustranda et vindicanda quaedam primi capitis Geneseos loca. 1776.
- Psalmus CXIX ex ipso fonte Hebraico Latinum fecit et notas adjecit. Nürnberg 1779.
- Institutiones et interpretationes Sacrae Scripturae s. Hermeneutica sacra; accessit commentatio de studio linguae hebraicae cum theologia conjungendo. Augsburg 1779.
- Sanctorum Jacobi et Judae Apostolorum Epistolae catholicae, quas ad graeci textus fidem latine reddidit, cum vulgata versionse e regione posita, exacte contulit, et perpetuis varii argumenti ad-notationibus illustravit. Nürnberg 1783.
- Progr. de antiquissimo codice MS. IV Evangel. latinam versionem complectente. Ingolstadt 1784.
- De Latinorum Bibliorum cum nota anni 1462 impressa duplici editione Moguntina exercitatio bibliographico-critica. Ingolstadt 1785.
- Progr. theologicam notitiam continens historico-critico-litterariam de bibliis polyglottis Complutensibus. Ingolstadt 1785.
- De graecis bibliorum Veteris Testamenti versionibus dissertatio historico-critica. Materia bini programmatis theologici.
  - Progr. I de versione septuaginta interpretum. Ingolstadt 1787.
  - Progr. II de versionibus Aquilae, Symmachi, Theodotionis, aliorumque, quas hexaplis suis Origenes inseruit. Ingolstadt 1788.
- Bibliothecae academicae Ingolstadiensis incunabula typographies, s. libri ante annum 1500 impressi circiter mille et quadringenti, quos secundum annorum seriem disposuit, descripsit et notis historico - litterariis illustravit.
  - Fasciculus I, qui libros complectitur nota anni insignitos ultra centum et viginti, eosque omnes ante a 1477 impressos; accedunt totidem fere libri nota anni impressa carentes, sed probabilissime ante a. 1477 vel certe ante a. 1480 impressi. Ingolstadt 1787.
  - Fasciculus II, qui libros complectitur nota anni impressa insignitos ultra ducentos et triginta, eosque omnes septennii spatio ab anno 1477—1483 impressos; accedunt quadraginta et amplius nota anni impressa carentes, sed probabilissime quoad majorem partem ante annum 1484 impressi. Ingolstadt 1783.
  - Fasciculus III, qui libros complectitur nota anni impressa insignitos ultra - ducentos et sexaginta eosque omnes sexennii spatio an anno 1484—1489 impressos; accedunt libri triginta et amplius nota anni impressa carentes, sed probabilissime quoad majorem partem pariter ante annum 1489 impressi. Ingolstadt 1789.
  - Fasciculus IV, qui libros complectitur, nota anni impressa insignitos, octoginta supra sexcentos, eosque omnes ab anno 1490—1499 impressos; accedunt libri ducenti et triginta, nota anni impressa carentes, sed probabilissime etiam ante annum 1500 impressi. Ingolstadt 1792.
- Septem Psalmi poenitentiales, quos ex ipso fonte Hebraico Latinos fecit, cum vulgata versione, e regione posita, et perpetuis annotationibus illustravit. Ingolstadt 1790.
- Quindecim Psalmi graduales, quos ex ipso fonte Hebreico Latinos fecit, cum vulgata versione e regione posita exacte contulit, et perpetuis annotationibus illustravit. Ingolstadt 1791.
- De vita et scriptis Jo. Angeli, Aichacensis Boii, disserit et dignitatem S. R. Imperii Principio ad S. Emmeramum Ratisbonae Abbatis, Coelestino Steiglehner, die 1. Decernbris 1791 electo, gratulatur. Ingolstadt 1791.

## Epitaph
Das Epitaph für Sebastian Seemiller befindet sich am Ort seiner letzten Wirkungsstätte  in Forstenried (inzwischen ein Stadtteil Münchens). Es ist an der südlichen Außenmauer der dortigen Kirche Heilig Kreuz, die bis zur Säkularisation 1803 zum Kloster Polling gehörte, angebracht. Im Folgenden eine Abschrift des Originals und eine mit Auflösung der Abkürzungen in Klammern.
HIC IACET P.(lurimum) R.(everendissimus) D.(ominus) SEBAST(ianus) SEEMILLER C.(anonicus) R.(egularis) POLLING.(ensis).AA. LL.(artium liberalium magister) ET PHILOS.(ophiae) AC  SS.(Sanctissimae) THEOL(ogiae) DOCTOR SEREN(issii)MI. ELECT.(oris) PALAT.(ii) BAV.(ariae) CONSIL.(iarius) ECCLES.(iae) ACTUALIS. PRIMUM POLLINGÆ DEIN PER 13. CONTINUOS ANNOS ANGLIPOLI S.(acrae) SCRIPT.(urae) LL. OO. (linguarum orientalium) HERMEN.(euticae) ET CRITICÆ SACRÆ PROFESSOR PUBL.(icus) ORDIN.(arius) BIBLIOTHECÆ ACADEMICÆ. ET ELECT.(oralis) SEMIN.(arii) PRAEFECTUS ANNO 1792 UNIVERSITATIS RECTOR MAGNIFICUS POSTEA BIBL.(iothecae) POLLING.(ensis)  CUSTOS DENIQUE PER 11 MENSES VICARIUS FORSTERRIEDENSIS ORBI LITERARIO ET ECCLESIAE MORTE HEU NIMIS MATURA EREPTUS 2. APR.(ilis mensis) 1798 ANNO ÆT.(atis) 46. PROFESS.(ionis) 28. SACERD.(otii) 22.